# Joël Gouhier
Joël Gouhier (ur. 22 października 1949 roku w Nogent-le-Routrou) – francuski kierowca wyścigowy.

## Kariera
Gouhier rozpoczął karierę w międzynarodowych wyścigach samochodowych w 1975 roku od startów w Renault 5 Eurocup, gdzie został sklasyfikowany na dziewiątej pozycji w klasyfikacji generalnej. W późniejszych latach Francuz pojawiał się także w stawce Francuskiej Formuły Renault, Renault 5 Turbo Eurocup, FIA World Endurance Championship, Renault Alpine V6 Europe, World Sports-Prototype Championship, World Touring Car Championship, Renault Elf Turbo Europa Cup, Renault 21 Turbo European Cup, Francuskiego Pucharu Porsche Carrera, Renault Clio International Cup oraz 24-godzinnego wyścigu Le Mans.

## Wyniki w 24h Le Mans
| Rok  | Zespół                                        | Partnerzy                     | Samochód                | Klasa | Okr. | Poz. | Klasa Pos. |
| ---- | --------------------------------------------- | ----------------------------- | ----------------------- | ----- | ---- | ---- | ---------- |
| 1983 | Jean Rondeau Ford France                      | Vic Elford Didier Theys       | Rondeau M379            | NS    | 136  | NU   | NU         |
| 1984 | Brun Motorsport GmbH                          | Massimo Sigala Oscar Larrauri | Porsche 962C            | C1    | 335  | 7    | 7          |
| 1985 | Brun Motorsport                               | Walter Brun Didier Theys      | Porsche 962C            | C1    | 304  | NU   | NU         |
| 1986 | Brun Motorsport                               | Oscar Larrauri Jesús Pareja   | Porsche 962C            | C1    | 360  | 2    | 2          |
| 1993 | Monaco Media International Larbre Compétition | Dominique Dupuy Jürgen Barth  | Porsche 911 Carrera RSR | GT    | 304  | 15   | 1          |
| 1994 | Ferrari Club Italia                           | Oscar Larrauri Fabio Mancini  | Ferrari 348 GTC-LM      | GT2   | 23   | NU   | NU         |